# 2S7
Die 2S7 Pion (GRAU-Index, russisch 2С7 Пион Pion „Pfingstrose“) ist eine in der Sowjetunion Ende der 1960er-Jahre entwickelte schwere Kanonenhaubitze auf Selbstfahrlafette. Im Westen wurde sie unter dem Namen SO-203 und M1975 bekannt, da sie erstmals 1975 beobachtet wurde. Mit einem Kaliber von 203 mm und einer Gefechtsmasse von über 46 t ist es das derzeit weltweit größte im Einsatz befindliche Artilleriegeschütz.

## Entwicklung
Ende 1967 forderte die Sowjetarmee ein selbstfahrendes Geschütz mit einer Schussdistanz von 30 km. Bei der Hauptverwaltung für Raketen und Artillerie (GRAU) entstanden daraufhin verschiedene Konzepte mit Geschützen im Kaliber 180–210 mm. Die Wahl fiel schlussendlich auf ein Kettenfahrzeug mit einem Geschütz mit Kaliber 203 mm. Daraufhin begann man im Jahr 1969 im Kirowwerk in Leningrad mit der Produktion. Chefkonstrukteur der „Objekt 216“ bezeichneten Selbstfahrlafette war Nikolai Sergejewitsch Popow. Das Geschütz wurde bei „Titan-Barrikaden“ in Wolgograd entwickelt und produziert. Die Auslieferung des nun als 2S7 bezeichneten Artilleriesystemes an die Sowjetarmee erfolgte ab 1975. Verschiedenen Quellen zufolge sollen zwischen 500 und 1000 2S7-Artilleriesysteme produziert worden sein. Das NATO-Gegenstück zur 2S7 war die 203-mm-Haubitze M110.

## Varianten
- 2S7 Pion: Serienversion aus dem Jahr 1975[3]

- 2S7M Malka: Nachgerüstete Artilleriesysteme aus den späten 1980er-Jahren. Auch als 2S7M Pion-M bezeichnet. Mit neuem Motor, mehr Bereitschaftsmunition, verbesserter Ladehilfe, neuer Elektronik und Funkanlage sowie verbesserten Richtmitteln[4][5]

## Technik

### Fahrzeug

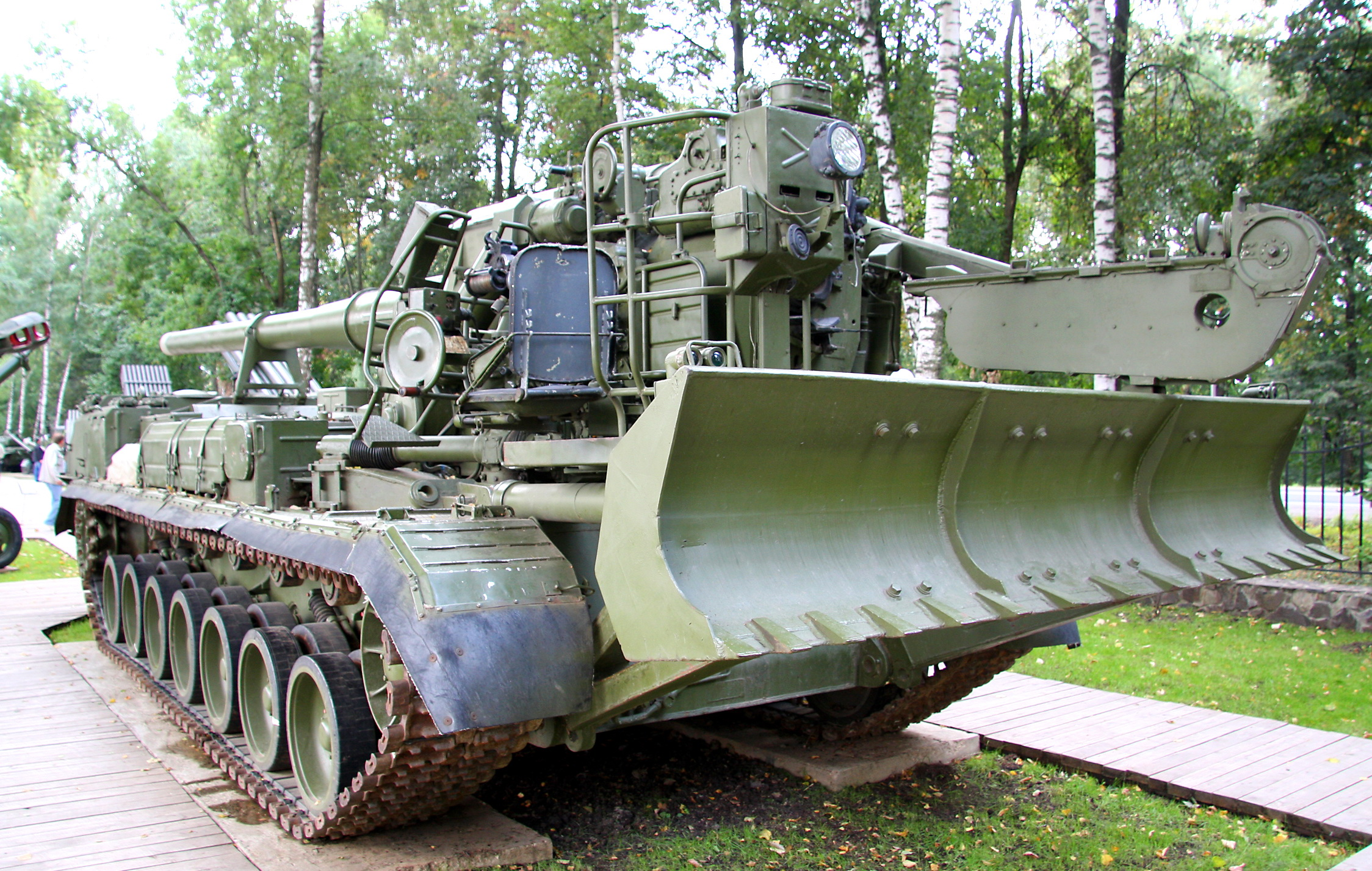
Heckansicht einer 2S7

Die Wanne der 2S7 wurde von der des Artillerieschleppers MT-T abgeleitet. Sie verfügt über ein drehstabgefedertes Stützrollenlaufwerk. Es besteht aus sieben doppelt gummibereiften Laufrädern auf jeder Seite, wobei sich der Antriebszahnkranz vorne und die Umlenkrolle hinten befinden. Vorne sitzt das gepanzerte Führerhaus mit Fahrer und Kommandant. Dahinter liegt der Motorenraum, gefolgt vom Besatzungsraum mit vier Dachluken. Die 2S7 erreicht auf der Straße eine maximale Fahrgeschwindigkeit von 50 km/h. Die Reichweite beträgt auf der Straße 650 und im Gelände 450 km. Das Artilleriesystem ist geländegängig und kann Steigungen von 40 % überwinden. Die maximal zulässige Querneigung liegt bei 20 %. Das Fahrzeug kann Gewässer bis zu 1,2 m Tiefe und vertikale Hindernisse mit einer Höhe von 70 cm überwinden. Die Bodenfreiheit beträgt 40 cm und der Bodendruck liegt bei 0,80 kg/cm². Die Grabenüberschreitfähigkeit beträgt maximal 2,60 m.
Die 2S7 kann aus der Fahrt innerhalb rund 10 Minuten den Feuerkampf aufnehmen. Dafür wird am Fahrzeugheck ein hydraulisch betätigter Erdsporn abgesenkt, der die Rückstoßkraft in das Erdreich ableitet. Außerdem ist es möglich, das Fahrzeug mit der Wanne auf den Boden abzusenken. Nach Beendigung des Feuerauftrages kann die 2S7 innerhalb von 10 Minuten die Stellung wieder verlassen. Mit der verbesserten 2S7M kann der Feuerkampf aus der Fahrt innerhalb von 7 Minuten erfolgen. Danach kann das Fahrzeug nach 3 bis 5 Minuten die Stellung wieder verlassen.

### Geschütz
Das 2A44-Geschütz ist auf dem Fahrzeugheck montiert. Der Seitenrichtbereich beträgt in Fahrrichtung ±15°. Der Höhenrichtbereich liegt bei 0 bis +60°. Das Geschützrohr mit 56,2 Kaliberlängen (L/56) wiegt rund 7,8 t und wird hydraulisch gerichtet. Die Rohrlebensdauer beträgt rund 450 Schuss. Am hinteren Rohrende sind der halbautomatische Schraubenverschluss sowie die Ladungskammer angebracht. Weiter ist dort eine halbautomatische Ladehilfe montiert. Diese verwendet einen hydraulischen Ketten-Ladestock (Ketten-Stampfer bzw. Förderstempel). Die Ladehilfe führt das Geschoss zu und setzt es im Rohr an. Danach werden die Treibladungsbeutel geladen und zugeführt. Um das Geschoss zur Ladeautomatik hochzuheben, ist rechts eine Ladeschale mit einem Schwenkarm angebracht. Bei der Rohrwiege sind am Geschützrohr zwei Rohrbremsen und Rohrvorholer montiert. Der maximale Rohrrücklauf beträgt 1400 mm. Auf der linken Seite der Rohrwiege ist ein Sitz für den Kanonier montiert. Dort befinden sich die Richtmittel sowie die Visiereinrichtung. Für Indirektes Feuer wird die PG-1M PANTEL-Visieranlage mit einem K-1-Kollimator verwendet und mit dem OP4M-87-Zielfernrohr können Ziele im Direktschuss bekämpft werden.
Die Ausführung 2S7 führt vier Schuss und die verbesserte Ausführung 2S7M acht Schuss Bereitschaftsmunition mit. Weitere 40 Schuss werden in einem Lastkraftwagen mitgeführt. Die einzelnen Geschosse werden von dort mit einem Handwagen zum Geschütz transportiert. Mit den bis zu 110 kg schweren Geschossen ergibt sich eine maximale Schussfolge von 1,5 Schuss pro Minute. Mit der verbesserten Ausführung 2S7M sind 2,5 Schuss pro Minute möglich. Innerhalb einer Stunde können 40–50 Schuss abgefeuert werden.

### Munition
Die 2S7 verwendet getrennt geladene Munition mit variablen Treibladungsbeuteln vom Typ 4Z2 und 4Z3. Das heißt, das Geschoss und die Treibladung werden nacheinander geladen. Die Treibladungsbeutel haben ein Gewicht von 12 bis 25 kg. Mit der 2S7 wird folgende Munition verwendet:
| Kompletter Schuss | Geschoss | Geschosstyp                      | Gewicht | Füllung                   | {\displaystyle v_{0}} | Schussdistanz |
| ----------------- | -------- | -------------------------------- | ------- | ------------------------- | --------------------- | ------------- |
| 3WOF34/42         | 3OF43    | Sprenggranate                    | 110 kg  | 17,8 kg A-IX-2            | 960 m/s               | 37,4 km       |
| 3WOF35            | 3OF44    | Sprenggranate mit Raketenantrieb | 102 kg  | 13,3 kg A-IX-2            | 960 m/s               | 47,5 km       |
| 3WO15/16          | 3O14     | Cargogeschoss                    | 110 kg  | 24 O-16-Splitter-Bomblets | unbekannt             | 30,4 km       |

Während des Kalten Kriegs standen Geschosse mit den Chemischen Kampfstoffen Sarin und VX und ab 1977 das Geschoss RD5-1 (3BW2) mit Nukleargefechtskopf mit einer Sprengkraft von 2 kT zur Verfügung. Die 2S7 kann die Bunkerbrechende Granaten 3G1, 3G3 und 3G11 verschießen. Daneben wird von einer weiteren Sprenggranate mit Raketenantrieb berichtet, mit welcher 55 km erreicht werden soll. Zusätzlich werden Exerzier- und Übungsgeschosse produziert.

## Gefechtsgliederung
Die 2S7 kam innerhalb der Sowjetarmee wegen ihrer großen Schussdistanz in den Artillerieregimentern auf Brigadeebene bzw. auf Stufe Front zum Einsatz. Ein solches Artillerieregiment bestand aus drei Batterien mit jeweils 4–6 2S7-Geschützen.

## Nutzerstaaten
- Angola – 12 (aus russischen Beständen)
- Aserbaidschan – 12 (aus belarussischen Beständen)
- Belarus – 48
- Bulgarien – 8
- Georgien – 6
- Polen – 12
- Russland – Anfang 2023 befanden sich 315 2S7 im Dienst.
- Tschechoslowakei – 12
- Ukraine – 100
- Usbekistan – 48

Quellen: